# 島英臣
島 英臣（しま ひでおみ、1961年3月11日 - ）は日本の俳優。愛知県出身。劇団俳優座所属。

## 出演作品

### テレビドラマ
- 影の軍団II 第17話「伊賀忍法火の鳥」（1982年、KTV / 東映） - 内藤兵馬
- 特捜最前線 第290話「ふるさとの女!」（1982年、ANB / 東映）
- 大岡越前（TBS / C.A.L.）
  - 第9部第11話「花嫁泣かせた出生の秘密」（1986年） - 喜之助
  - 第11部第4話「緋桜の女」(1990年)- 清太郎
  - 第12部 - 第14部（1991年-1996年） - 北村一平
  - 第15部（1998年-1999年） - 北島駿介
  - ナショナル劇場50周年記念特別企画スペシャル（2006年） - 駒造
- 仮面ライダーBLACK RX 第8話「パパとママの秘密」（1988年、MBS / 東映） - 記者
- 残月の決闘（1991年、CX / 松竹 / 蟻プロ）
- 鬼平犯科帳 第3シリーズ第1話「鯉肝のお里」（1991年、CX / 松竹） - 徳次郎
- 水戸黄門（TBS / C.A.L）
  - 第24部 第24話「慕う坊やに娘の真心・高岡」（1996年） - 佐吉
  - 第25部 第14話「飛猿が恋をした・岡山」（1997年） - 安藤小十郎
  - 第26部 第8話「愛する夫は蘭語好き・佐伯」（1998年） - 玉木清太郎
  - 第27部 第11話「嘘を承知でお銀の花嫁・八戸」（1999年） - 柳井伸之介（笠井善之介）
  - 第28部 第1話「五十三次世直し旅・品川」（2000年） - 矢島弦之丞
  - 第29話 （第1話～第2話、第25話）（2001年）- 徳川綱條
- 江戸の用心棒II 第15話「縁談アリ地獄」（1996年、NTV / ユニオン映画） - 喜平次
- 捜査線上のアリア（2003年、TX / BSジャパン / 俳優座）
- 家裁判事 伊奈守草介の事件日誌（2004年、CX / 俳優座）
- 刑事の証明シリーズ（2008年-2014年、TX / BSジャパン / 俳優座） - 野々村肇
- 孤独のグルメ Season4 第10話 （2014年9月10日、テレビ東京） - タクシー運転手5 役
- 民王（2015年、テレビ朝日） - 議員 役
- 新ヤメ検の女「情熱弁護士VS空気読めないクセ者検事!」（2016年、ABC / Gカンパニー） - 矢田部正平
- コズミックフロント「江戸のダ・ヴィンチ 国友一貫斎」（2021年、BSプレミアム） - 酒井若狭守
- 大河ドラマ べらぼう〜蔦重栄華乃夢噺〜（2025年1月5日 - 、NHK総合） - 丁字屋 役

### 映画
- Wの悲劇（1984年、角川春樹事務所 / 東映）
- 伊能忠敬 子午線の夢（2001年、「伊能忠敬 子午線の夢」製作営業委員会 / 東映）

### その他
- 有田P おもてなす（NHK総合、2019年）
- ウッチャン式（TBS、2021年）